# Huernia aspera
Huernia aspera är en oleanderväxtart som beskrevs av Nicholas Edward Brown. Huernia aspera ingår i släktet Huernia och familjen oleanderväxter. Inga underarter finns listade i Catalogue of Life.